# Munzinger-Archiv
Munzinger-Archiv GmbH est une maison d'édition allemande et un fournisseur d'informations en ligne basé à Ravensbourg dans le Bade-Wurtemberg.
Munzinger-Archiv est fondée à Berlin en 1913 par Ludwig Munzinger, ancien journaliste et rédacteur en chef de l'agence de presse Berliner Dienst.